# Selonodon
Selonodon — род жуков-щелкунов.

## Распространение
Эти жуки распространены в юго-восточных Соединённых Штатах, на запад до Аризоны и Юты. Также встречаются и в Центральной Америке.

## Систематика
В род включены:
- Selonodon mandibularis (LeConte, 1863)
- Selonodon minuta (Leach, 1824)
- Selonodon olivacea (Leach, 1824)
- Selonodon punctata (Leach, 1824)
- Selonodon simplex (LeConte, 1853)
- Selonodon speratus (Fall, 1928)